# Paolo Cuccu
Paolo Cuccu (Luras, 9 febbraio 1943 – Olbia, 4 aprile 2019) è stato un politico italiano.